# Кавказ (поема)

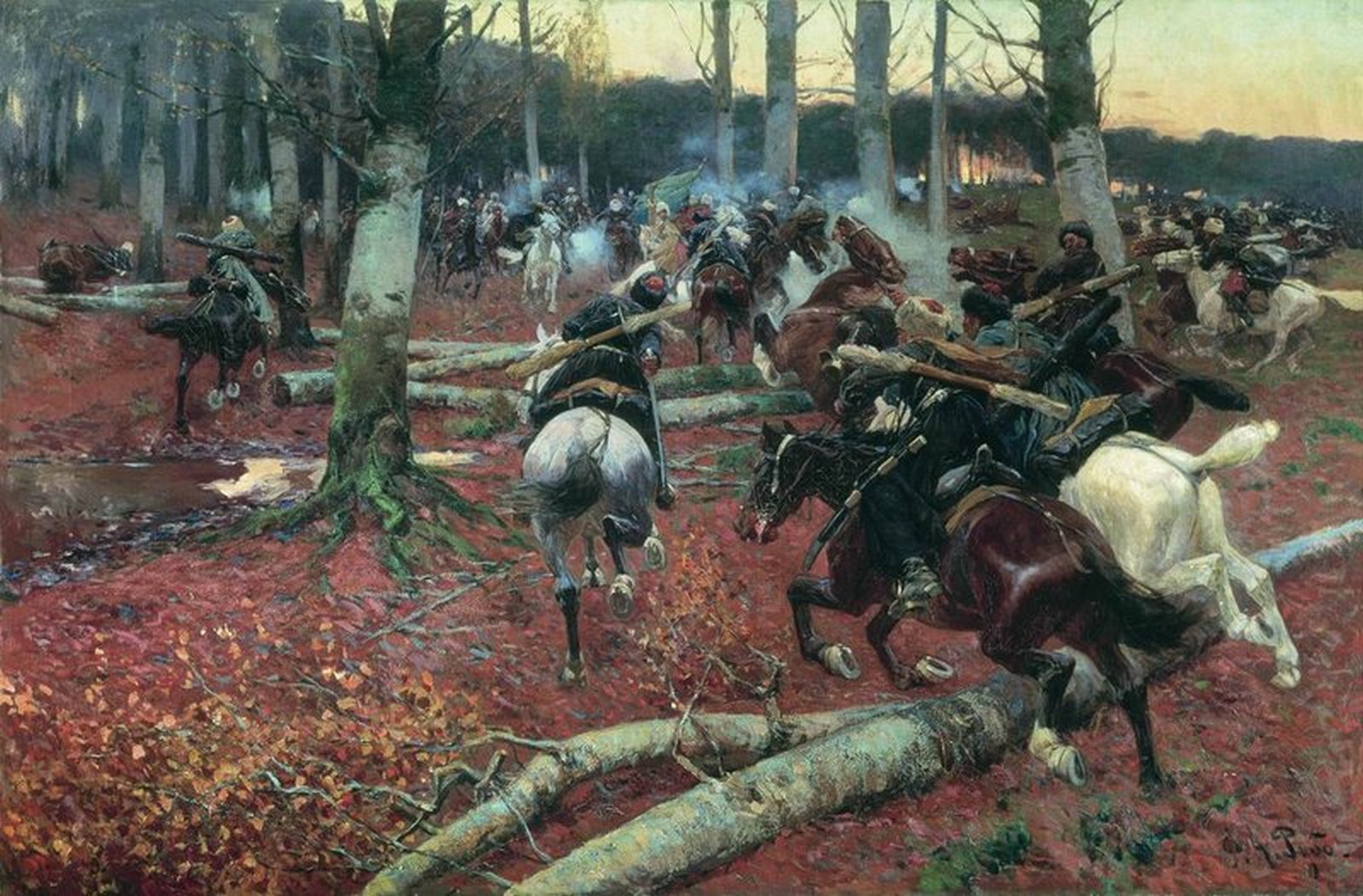
Сцена із Кавказької війни 1817–1864, картина відомого баталіста Франца Рубо

«Кавказ» — поема Тараса Шевченка, написана в Переяславі й датована 18 листопада 1845 року, у якій поет на прикладі Кавказької війни (1817-1864), возвеличує боротьбу народу за свободу та засуджує  цинічне низведення Бога до ролі стратегічного покровителя деспотизму.

## Історія написання
Фрагмент чи фрагменти твору поет декламував Варфоломію Шевченкові у кінці вересня 1845 року: «Раз ходили ми з Тарасом по саду; він став декламувати „За горами гори, хмарою повиті…“. Я слухав, притаївши дух; волосся у мене піднялося дибом! Я став радити йому, щоб не дуже заходив він у хмари». Задум написати поему виник, приблизно, у кінці серпня — на початку вересня 1845 року, коли Шевченкові стало відомо про загибель Якова де Бальмена у Даргинському поході в липні 1845 року. Зустрівшись з Олександром Афанасьєвим-Чужбинським у Лубнах у кінці жовтня 1845 року, Шевченко розпитував його про події на Кавказі. Мемуарист згадував про цю зустріч: «Долго мы беседовали о горцах; его все занимало, он расспрашивал о малейших подробностях тамошнего быта». У грудні 1846 року Шевченко передав через члена Кирило-Мефодіївського братства Миколу Савича, який їхав за кордон, рукопис твору для Адама Міцкевича.
Перебуваючи в Києві у квітні-червні 1846, Шевченко переписав поему з невідомого автографа до рукописної збірки «Три літа», зробивши деякі виправлення надав остаточного вигляду.
У середині 1840-х років, до арешту Шевченка 5 квітня 1847 року, поема поширюється в рукописних списках, поет знайомить з нею учасників Кирило-Мефодіївського братства. На допиті у Третьому відділі Імперської канцелярії (слідство) Георгій Андрузький свідчив: «Пам'ятаю, був я одного вечора, читався „Кавказ“. Я кривився, Костомаров позіхав, але Шевченка звеличували до небес». Існував ще один чистовий автограф поеми.
У рукописній збірці «Wirszy T. Szewczenka» 1844 року, ілюстрованій Михайло Башиловим і Яковом де Бальменом, на одній із чистих сторінок прибл. 1845-1846 рукою Шевченка записано два початкових рядки поеми. Розходжень з автографом вони не мають.
Неповний список поеми (1 — 70 рядки), що належав М.Шатилову, має виправлення рукою Шевченка кінця 1850-х. Частина з них наближає текст списку до автографа, а в деяких випадках дано варіанти. Між рядками 20 і 21 Шевченко вписав новий рядок: «Великий Боже наш! Нам плакать».
У списку Івана Лазаревського кінця 1850-х років виправлень рукою Шевченка немає (в інших творах цього списку вони є), але в ряді випадків зустрічаємо виправлення рукою Лазаревського, які дослівно повторюють автограф «Трьох літ».
Список рукою П.Куліша та невідомої особи кінця 1840-х — початку 1850-х років має різночитання у 12 рядках, у переважній своїй частині незначних: або переставлено слова, або деякі місця неуважно прочитано. Рядок 154 замість «Остатнії… бо вже взяли» — «Остатнії… бо взяли вже»; рядок 87 замість «Якби ви з нами подружили» — «Якби ви з нами подружились». Аналогічне можна сказати про список, що належав Михайлу Максимовичу і список Осипа Бодянського, різночитання яких у переважній частині збігаються зі списком Куліша та невідомої особи.
Вперше надруковано у лейпцизькому виданні «Новые стихотворения Пушкина и Шевченки» (1859. — С. 713). Майже третя частина рядків має різночитання, чотири рядки пропущено. Але рядок 5, як і в автографі: «Що день божий добрі ребра».
Значні різночитання містять списки у рукописному «Кобзарі» Івана Сердюкова 1857 року, у рукописній збірці «Стихотворения Шевченка», невідомою рукою, невідомою рукою, латинською транскрипцією Андрія Красовського, у примірнику «Кобзаря» 1860 року з рукописними вставками, у рукописній збірці «Сочинения Т.Г. Шевченка» 1862 року, у рукописній збірці 1889 року, невідомою рукою 1860 року.. Зошит І. Рудинського зі списками творів Шевченка зберігся не весь. Він починається з 27-ї сторінки уривком поеми «Кавказ» (156—178 рядки). Пізніше поставлено нову нумерацію (ЦДІА України у Львові, ф. 309, оп. 1, спр. 1814, арк. 1). У деяких списках стоїть дата: «1845 р. Декабря 14, Вьюнище».

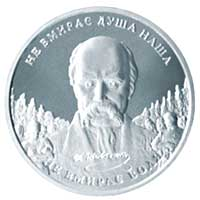
«Не вмирає душа наша, не вмирає воля» (срібна монета НБУ) із серії «Духовні скарби України»

Про поширення поеми «Кавказ» у списках згадував Михайло Драгоманов: «Я сам, у свій хлоп'ячий вік, у 50-ті роки, надибавсь, наприклад на сліди впливу Капністів — лібералів і аболіціоністів, — із кружка котрих в перший раз здобув і „Сон“, і „Кавказ“ Шевченка».

## Історична основа —Кавказькі війни
Після закінчення анексії Кримського ханства Росія зосередила всі свої зусилля на Кавказі. Туди було введено 250-тисячну армію. «Кавказький варіант» російських завоювань мав свої особливості, зумовлені довготривалими війнами з Персією й Туреччиною в Закавказзі, зіткненням з інтересами британського імперіалізму в Азії, наявністю на Північному Кавказі складної мозаїки дрібних князівств і незалежних феодальних володінь, а також розгортанням релігійного національно-визвольного руху горців, що дістав назву «мюридизм» і поєднував ідею газавату, або джихада (священної війни) з суфійською версією ісламу, яка бурхливо поширилася серед горців саме під час «тотальної» стадії Кавказької війни царату 1817—1864 років. Мюридизм, уособлений у постатях його засновника Кази — Мулли та його послідовника Шаміля, дав ідеологію боротьби проти поневолення «гяурами» (невірними) і водночас своїм суворим моральним кодексом, якоюсь мірою відповідав демократичним традиціям та сподіванням горців. Спочатку в російському суспільстві домінувала офіційна версія про цареву ласкаву опіку, про дбайливе впровадження «цивілізації», «російських законів» та «просвещения». Однак поступово, в міру очевидних невдач російського воїнства, збільшення втрат і витрат, надходження ширшої інформації, народжувалися сумніви, елементи критичного підходу.

## Особливості жанру й композиції
Визначення жанру «Кавказу» як поеми є умовним, оскільки у творі немає сюжету й дійових осіб, і пояснюється його відносно великим обсягом і суспільним значенням. «Кавказ» — індивідуальна лірико-сатирична жанрова форма, близька водночас і до інвективи, і до політичної медитації, і до героїчної оди. Твір має присвяту другові поета, Якову де Бальмену, який загинув 26 липня 1845 року на Кавказькій війні.
У «Кавказі» виявилися найхарактерніші риси Шевченкової сатири як переважно ліричної, з притаманними їй взаємопереходами ствердження й викриття, саркастичної й героїчної інтонацій, високого пафосу та зниження. Це художньо довершений твір, у якому розвиток і зіткнення поетичних мотивів підлягають законам музичної сонатної форми.
Композиційно «Кавказ» — це розгорнутий ліричний монолог, звернений послідовно до кількох умовних адресатів — до Бога, до народів Кавказу, до імперців — колонізаторів, до Христа, знову до кавказців, до Бальмена.
Своєрідним композиційним прийомом поеми є наявність обрамлення. Образ Якова де Бальмена з'являється у вступній посвяті та в заключному поетичному посланні-епітафії. Епіграф до поеми встановлює тональність твору й викладає суть авторського ставлення до зображуваного. Він узятий із книги біблійного пророка Ієремії: «Ой, коли б голова моя стала водою, а око моє за джерело сльози, то я плакав би вдень та вночі над побитими доньки народу мого!...» (Єр. 9:1), чий гіркий плач над руїною Єрусалима був співзвучний поглядові поета на руїну поневоленої Російською імперією України, на криваве захоплення Кавказу. Композиційно текст поеми складається зі вступу, центральної частини й заключного послання-епітафії. У кожній із цих частин автор засобом поліритмії позначує перехід до нової теми. Вступ і центральна частина відкриваються лейтмотивним двовіршем «За горами гори, хмарою повиті, // Засіяні горем, кровію политі», у якому концентровано висловлено суть подій: триває криваве імперське загарбання вільних кавказьких народів.
Ліричний сюжет вступу складають два тематичні фрагменти: у центрі першого — символічний образ титана Прометея, покараного Зевсом за любов до темного людського роду й за благодіяння йому. Шевченко доповнив цей образ символікою безсмертя людської душі й нескореністю народу. У рядках «Не вмирає душа наша, // не вмирає воля, // І неситий не виоре // На дні моря поле» поет об'єднав у єдиному пориві до волі свій народ із волелюбними кавказькими народами («неситий» — звичайний для Шевченка евфемізм на означення світового зла, у якому злито метафізичне зло зі злом деспотизму). Другий фрагмент вступу — звернення до Бога, яке починається з докору Господові за те, що допускає зло, убивства й неправду, а потім висловлює віру в Божу справедливість, що тільки й спроможна спинити «кровавії ріки». Це старе філософсько-теологічне питання виправдання Бога, який не спиняє зла (теодіцея).
Центральна частина поеми знову розпочинається мотивом, наявним у вступі. Але тут цей лейтмотив уже впроваджує читача в конкретику подій. На початку цієї частини розгортається метафора загарбницької війни як кривавого царського полювання, цькування хортами, гончими, псарями (військом) «сердешної волі» (горців). Фрагмент завершується іронічним уславленням усіх призвідців кривавого полювання. Тим більшим контрастом звучить повторення вигуку «Слава!» вже в іншій тональності — трагічного уславлення нескорених горців, «лицарів великих», зі словами незламної віри у перемогу правди й «волі святої». Подальша полемічна частина поеми являє собою шедевр ораторського стилю поета: полеміку за обидві сторони (автора й сатиричного опонента — «колонізатора») провадить сам «власне автор» у діалогізованому іронічному чи й саркастичному монолозі, де чужа позиція й чужа мова пародійно переакцентовуються. Такий саркастичний вислів побудований з трьох частин: перша — переказ чи цитування «чужої мови» — мови офіційної російської пропаганди: («Ми християне; храми, школи, // Усе добро, сам Бог у нас!»). Друга частина — іронічна розшифровка попереднього твердження: за формою ці рядки й далі належать офіціозу, а за смислом — це пародійне самовикриття й саморозвінчання справжнього смислу попередньої похвальби: («Нам тільки сакля [кам'яна хата] очі коле: // Чого вона стоїть у вас, // Не нами дана; чом ми вам // Чурек [хліб] же ваш та вам не кинем, // Як тій собаці! Чом ви нам // Платить за сонце не повинні!»). Третя частина саркастичного вислову — знову лицемірна офіціозна похвальба, у якій після попередніх саркастичних рядків уже виявляється різко знижений зміст: («Та й тілько ж то! Ми не погане, // Ми настоящі християне, // Ми малим ситі!»). Прямою інвективою — обвинуваченням автор викриває офіційні твердження про «благоденствіє» народів імперії, показує лицемірство церковних догматів і практики, злочинність деяких «святих», нестримне загарбництво, торгівлю людьми — кріпосництво, здирництво, в'язниці й «кнути узловаті»— замість християнського братолюбства. Ця імперська реальність — знущання над словом і жертовністю Христа — найдосконалішого втілення Боголюдини для поета.
Третя, заключна частина поеми — епітафія—звернення до загиблого друга Якова де Бальмена, художника й письменника, чиє життя неволею віддано не за Україну, «а за її ката» — самодержця, Миколу I. Мотив буття з Україною й після смерті («Живою душею в Украйні витай, // Літай з козаками понад берегами, // Розриті могили в степу назирай») єднає ці рядки як із попередньою поезією «Розрита могила», так і з незабаром написаним «Заповітом».

## Ідейно-тематичний зміст
Провідна тема твору — пристрасне заперечення війни царату на Кавказі — дала Шевченкові змогу створити гостру сатиру на політичні, соціальні й ідеологічні підвалини царської Росії: самодержавство, кріпосництво і православ'я. Поет ущент розвінчує колонізаторську сутність російського імперіалізму з його лицемірною офіційною демагогією, бездушно жорстоким військом, слухняною забюрократизованою церквою. Водночас у поемі розгортається тема прагнень народу до свого звільнення. Віра в безсмертя й непереможність народу найповніше виявилася в символічному образі нескореного Прометея, в рядках «не вмирає воля», «встане правда! встане воля!», «борітеся — поборете». Поет розвиває основну тему, послідовно змінюючи кілька мотивів, що виникають один з одного на основі асоціацій. Твір починається мотивом залитого кров'ю Кавказу. В гранично узагальнених образах Шевченко стверджує непереможність народу, який захищає свою волю. (образ Прометея). Наступні композиційно завершені частини твору — богоборчий і «безадресний» монолог (одне з найгостріших у світовій поезії осуджень мілітаризму). Центральна частина «Кавказу» — монолог, звернений до горців, — дає розгорнуту сатиричну характеристику соціально-політичної системи Російської імперії. Сатиричні удари в поемі спрямовані проти деспотизму («У нас же й світа, як на те, — // Одна Сибір неісходима, // А тюрм! А люду! ..», національного гноблення («На всіх язиках все мовчить»), кріпосництва («Продаєм // Або у карти програєм // Людей..»), одержавленої церкви, поставленої на службу царату. Цей мотив розгорнено далі в зверненні до Христа. Шевченко розвінчує також політичну риторику (типу «просвіщення», благоденствія", «з нами Бог») правлячих кіл. У рядках «На всіх язиках все мовчить, // Бо благоденствує!» сатирично осміяно офіційне визначення становища народу. Поема закінчується зверненням до Бальмена, що пов'язує присвяту з головною суспільною темою твору й вносить в інвективу глибоко особисту ліричну ноту.
В «Кавказі» виявилися найхарактерніші особливості Шевченкової сатири як сатири переважно ліричної. Вона виступає тут у формі гострих сатиричних визначень, зіставлень, узагальнень, афоризмів, звернень. Переважає лірично забарвлена, наповнена сарказмом і гнівом, ораторська мова трибуна-викривача, у якій автор вдається не стільки до зорових образів, скільки до словесних оцінок і характеристик. Типова риса сатири у творі — поєднання викриття й ствердження, патетики картання ворогів з патетикою уславлення борців за волю. Взаємопереходи саркастичної й героїчної інтонацій надають поемі великої емоційної сили.

## Культурні інтерпретації
- На слова поеми написав кантату-симфонію композитор С. П. Людкевич.
- Ілюстрації до поеми створили художники І. Ю. Рєпін, В. Д. Фатальчук, С. П. Караффа-Корбут[10], І. С. Їжакевич, В. І. Касіян, В. В. Кушнір й інші.
- Літературознавці і перекладачі Борис і Костянтин Хоменки зібрали 73 переклади поеми «Кавказ» мовами народів світу.[11]